# Hilda Solis
Hilda Solis (ur. 20 października 1957 w Los Angeles) – amerykańska polityk, działaczka Partii Demokratycznej. Prezydent Stanów Zjednoczonych Barack Obama wyznaczył i desygnował ją na sekretarza pracy Stanów Zjednoczonych. 24 lutego 2009 została zaprzysiężona na ten urząd.

## Działalność polityczna
Od 1992 do 1994 zasiadała w Zgromadzeniu Stanowym Kalifornii, a następnie do 2001 w Senacie stanu Kalifornia. W latach 2001–2009 przez pełne cztery kadencje i 52 dni zasiadała w Izbie Reprezentantów: w okresie od 3 stycznia 2001 do 3 stycznia 2003 reprezentując 31. okręg wyborczy, a następnie do 24 lutego 2009 reprezentując 32. okręg wyborczy w stanie Kalifornia.
Solis jest pierwszą Latynoską zajmującą stanowisko w gabinecie Stanów Zjednoczonych.
9 stycznia 2013 złożyła rezygnację z funkcji sekretarza pracy, zostając jednym z kilku członków gabinetu decydujących nie pozostanie na drugą kadencję. Urząd zakończyła 22 stycznia 2013.